# Sinoxylon muricatum
Sinoxylon muricatum là một loài bọ cánh cứng trong họ Bostrichidae. Loài này được Linnaeus miêu tả khoa học năm 1767.